# Carex atrata
Carex atrata L. es una especie de planta herbácea de la familia de las ciperáceas.

## Descripción
Es una especie herbácea cuyos tallos lisos alcanzan los 60 cm de altura. Las hojas de 3-5 mm de ancho. Las inflorescencias con brácteas más cortas que las inflorescencias o superior; espigas superpuestas, erectas o en propagación proximal, contiguas, con un corto pendunculo, oblongos a corto o alargado, 10-25 × 6-10 mm. Perigynium ascendente, de color oro o de color marrón oscuro con ápice abruptamente picudo. El fruto es un aquenio 2n = 54.
Fructifica en julio-agosto.

## Distribución y Hábitat
Se encuentra en pistas de hierba, matorral, húmedos salientes rocosos, brezales, a una altitud de 10-700 m s. n. m. en Groenlandia y Eurasia.

## Taxonomía
Carex atrata fue descrita por Carlos Linneo y publicado en Species Plantarum 2: 976–977. 1753.
Etimología
Ver: Carex
atrata; epíteto latino que significa "negro".
Variedades
- Carex atrata subsp. apodostachya (Ohwi) T.Koyama (1962).
- Carex atrata subsp. aterrima (Hoppe) Hartm. (1846).
- Carex atrata subsp. atrata.
- Carex atrata subsp. caucasica (Steven) Kük. in H.G.A.Engler (ed.) (1909).
- Carex atrata subsp. pullata (Boott) Kük. in H.G.A.Engler (ed.) (1909).

Sinonimia
- Carex atrata var. varia Gaudin (1804), nom. inval.
- Trasus atratus (L.) Gray (1821).
- Loxanisa atrata (L.) Raf. (1840).
- Carex atrata var. typica Beck (1890), nom. inval.[3][4]